# كاثرين صوفيا بيل
كاثرين صوفيا بيل (بالإنجليزية: Kathryn Sophia Belle)، عُرفت سابقًا باسم كاثرين تي. جاينز (ولدت في 2 يوليو عام 1978) أستاذة مساعدة في الفلسفة في جامعة ولاية بنسلفانيا. ركز عملها بالكثير منه على زيادة التنوع في الفلسفة، وهي المدير المؤسس لمجمع الفلاسفة النسوة السوداوات.

## التعليم والمسيرة المهنية
حصلت بيل على درجة البكالوريوس في كلية سبلمان، حصلت على درجة الماجستير والدكتوراه في الفلسفة من جامعة ممفيس في عامي 2001 و2003 على التوالي.
كانت بيل في جامعة ولاية بنسلفانيا منذ عام 2008. قبل تعيينها في ولاية بنسلفانيا، كانت بيل أستاذة مساعدة للدراسات الأفريقية والشتات بجامعة فاندربيلت، بالإضافة إلى عملها في قسم الفلسفة.

### مجمع الفلاسفة الإناث السود
أسست بيل مجمع الفلاسفة النسوة السوداوات في عام 2007 لتوفر مناخًا إيجابيًا وشبكة دعم للفلاسفة النسوة السود، وأيضا للمساعدة ببساطة في تسليط الضوء على عدد النساء السوداوات الناشطات كفلاسفة أكاديميات. في الوقت الذي أطلقت فيه بيل المجمع، تمكنت من تحديد 29 امرأة سوداء فقط كن أستاذة فلسفة في الولايات المتحدة، على الرغم من أن الجمعية الفلسفية الأمريكية كانت تضم ما يزيد عن ألف عضو يستضيف المؤتمر السنوي للمجمع اليوم نحو ثلاثين من طالبات كلية الفلسفة من السود، مقدمًا مجموعة متنوعة من ورش العمل الخاصة بالتنمية المهنية وغير ذلك من المسارات. يشير لوشس أوتلو في كتابته ضمن موسوعة ستانفورد للفلسفة إلى أن جهود بيل في تأسيس مجمع الفلاسفة النسوة السوداوات هيّئت أرضية مهمة جديدة في تطوير حقل الفلسفة الأفريقية.

## الأبحاث والمنشورات
كتبت بيل كتابًا واحدًا بعنوان: «هانا أرندت وسؤال الزنوج». شاركت أيضًا في تحرير مجموعة مختارات أدبية بعنوان: «تقارب: الحركة النسوية السوداء والفلسفة القارية. نشرت أيضًا العديد من الأوراق التي خضعت لمراجعة الأقران، شملت مقاطع في صحف مثل هيباتيا: مجلة الفلسفة النسوية، ساوثرن جورنال للفلسفة، مجلة الفلسفة الاجتماعية، ومجلة دراسات سارتر الدولية. شاركت أيضًا في تحرير «الفلسفة الانتقادية للعرق»، وهي مجلة نشرتها دور نشر جامعة ولاية بنسلفانيا تبحث فيها القضايا المحيطة بمفهوم العرق.
وتشمل مجالات اهتمام بيل الرئيسية الفلسفة الأفريقية، الفلسفة القارية، الفلسفة النسوية السوداء، والفلسفة الانتقادية للعرق. ركز قدر كبير من أبحاث بيل في الواقع على توجهات حاسمة في التعامل مع قضايا العرق، والعنصرية، والحركة النسوية، والتقاطع الطبقي. كتبت بشكل مكثف من وجهة نظر انتقادية عن عمل هانا أرندت، موضحة أن أرندت فشلت في إدراك أن «قضية الزنوج» هي «مشكلة البيض»، وليس «مشكلة الزنوج»، مشيرة كذلك إلى أن التمييز العنيد الذي رأته أرندت بين العنصرية الاجتماعية والسياسية منعها من إدراك أن العنصرية كانت ظاهرة سياسية بدلًا من كونها ظاهرة اجتماعية.
في معارضتها الفلاسفة التحليليين، تشير بيل إلى أن وجود هوية أنثوية سوداء فريدة من نوعها لابد من الاعتراف به إذا ما تم التغلب على أنظمة القمع المترابطة، وتزعم أن الحفاظ على هوية عرقية فريدة وإيجابية من الممكن أن يكون فعلًا حاسمًا فعّالًا. في كتابها: «سارتر، وبوفوار، وتناظر العرق والجنس: قضية الفلسفة النسوية السوداء» (قطعة أدبية ساهمت فيها بيل: «تقارب: الحركة النسوية السوداء والفلسفة القارية»)، تقول بيل إن غياب الفكر النسوي من الفلسفة القارية أدى إلى فراغ كبير منع التحليل القاري من الإتيان بوصف حول الكيفية التي تتقاطع بها أنظمة الاستبداد وتشكل علم وصف الظواهر.